# Petirhilir
Petirhilir is een bestuurslaag in het regentschap Ciamis van de provincie West-Java, Indonesië. Petirhilir telt 3866 inwoners (volkstelling 2010).